# Le Roman de Sœur Louise
Le Roman de Sœur Louise est un film muet français réalisé par Louis Feuillade, sorti en 1908.

## Fiche technique
- Titre : Le Roman de Sœur Louise
- Réalisation :	Louis Feuillade

## Distribution
- Renée Carl
- Maurice Vinot
- Alice Tissot